# Hagenbüchach
Hagenbüchach er en kommune i den mittelfrankiske Landkreis Neustadt an der Aisch-Bad Windsheim i den tyske delstat Bayern. Den er en del af Verwaltungsgemeinschaft Hagenbüchach-Wilhelmsdorf. Indtil 31. december 2006 hørte kommunen under Emskirchen.

## Geografi
Hagenbüchach ligger ved den sydøstlige grænse af Landkreis Neustadt an der Aisch-Bad Windsheim og ca. 2 km fra Landkreis Fürth. Byen ligger ved Bundesstraße 8 mellem Nürnberg og Würzburg, og ved banelinjen Nürnberg-Würzburg-Frankfurt am Main.

### Nabokommuner og byer
Nabokommuner er (med uret, fra nord): Emskirchen und Langenzenn. I nærheden ligger også Emskirchen (4,34 km), Aurachtal (5,73 km), Oberreichenbach (5,97 km), Puschendorf (6,59 km), Wilhelmsdorf (6,79 km), Langenzenn (7,89 km), Herzogenaurach (9,81 km), Dachsbach (11,34 km), Gerhardshofen (11,59 km), Weisendorf (11,91 km), Pirkach (1,00 km).

### Inddeling
- Oberfembach
- Bräuersdorf
- Erlachsmühle
- Trübenbronn
- Brandhof